# A La Habana me voy (película de 1941)
Week-End in Havana (en Hispanoamérica, A La Habana me voy) es una película estadounidense de 1941 dirigida por Walter Lang y protagonizada por Alice Faye, Carmen Miranda, John Payne e Cesar Romero.

## Argumento
Jay Williams (John Payne), empleado de la Compañía. McCracken navegación y el novio de la hija del dueño, es enviado a Florida cuando la "Cuban Queen", uno de los buques utilizados en los cruceros, playa en un banco de arena a unos 200 metros de la orilla, con 480 pasajeros. Una vez allí, puede hacer que los pasajeros acepten posponer el crucero actual con otro debido en unas dos semanas a bordo del "Caribbean Queen", un barco aún más joven. El único pasajero que no acepta el acuerdo propuesto es la señorita. Nan Spencer (Alice Faye), el vendedor de una tienda por departamentos en Nueva York, lo que requiere una solución inmediata, ya que no puede posponer sus vacaciones.
Ante este impasse, Jay propone llevarla de inmediato a La Habana, el avión al mar, además de pagar todos sus gastos en el mejor hotel de la ciudad. Ella acepta la propuesta, pero dice que se firma el acuerdo después de 15 días disfrutan de sus vacaciones. Preocupado acerca de este requisito, ya que pueden estar casada dos días más tarde en Nueva York, Jay llama a Sr. McCracken (George Barbier), pidiendo una solución al caso. Esto le ordena que olvidar el matrimonio, por ahora, y no suelte la chica hasta que ella haya firmado la documentación que exime a la empresa por el accidente en la Florida.
Según lo prometido, que se aloja en el mejor hotel de La Habana. Por la noche, ella pide que vaya al Casino Madrileño, donde la atracción principal es de la serie famosa Rosita Rivas (Carmen Miranda). Mientras tanto, saber Blanca Monte, empresario y amante de Rosita. Creyendo que era un millonario, por cuenta del hotel en el que se encuentra alojada, Monte la invita a volver al Casino del día siguiente, esta vez para jugar.
Mientras tanto, Nan Spencer conoce Monte Blanca (Cesar Romero), empresario y novio de Rosita. Creyendo que era un millonario, por cuenta del hotel en el que se encuentra alojada, Monte la invita a volver al Casino del día siguiente, esta vez para jugar.
Con una gran deuda con el propietario, Monte hace un acuerdo que va a recibir el 5% de todo el daño que la señorita. Spencer amargo en la ruleta. El problema es cuando, después de perder $3.000, descubren que se trata de una pobre. Jay interviene y contrata Monte para acompañar a la señorita. Spencer. Sin embargo, cuando descubre el sistema construido a su alrededor, crea más confusión y sale corriendo. Jay va después y los dos terminan besándose en el ascensor del hotel.
A la mañana siguiente, Jay y no beber café juntos. Terry McCracken (Cobina Wright), novia de Jay, llega a Nueva York dispuesto a tomar de nuevo en el primer avión. Para ello, ofrece un cheque por $ 1000 a la señorita. Spencer a cambio de su firma en el acuerdo firmado en la documentación de la Florida. Con el documento finalmente firmado, Jay y Terry están preparando a bordo de un hidroavión, cuando un envío por mensajero a Jay el cheque utilizado para el soborno. Este hecho genera una lucha entre la novia y el novio de modo que tan pronto llega a Nueva York, Jay decide romper el compromiso y volver a los brazos de Nan Spencer en La Habana.

## Reparto

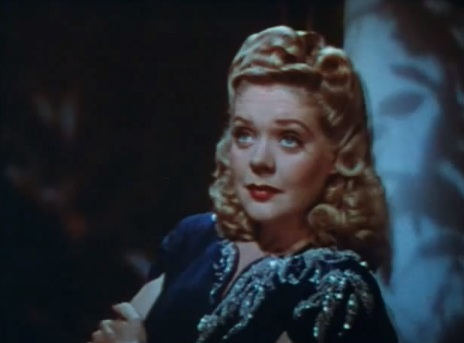
Alice Faye
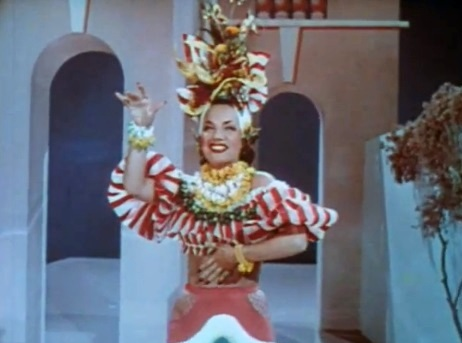
Carmen Miranda
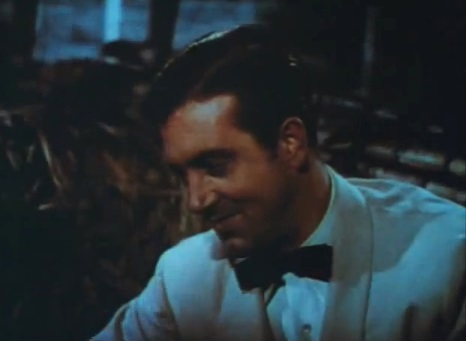
John Payne
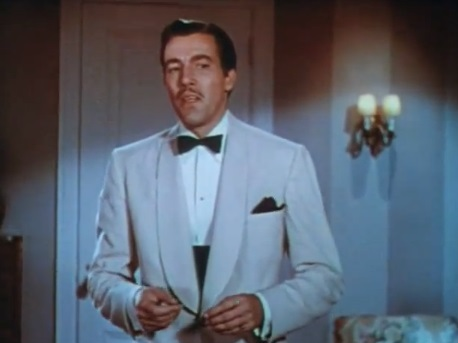
Cesar Romero

| Actor               | Personaje            |
| ------------------- | -------------------- |
| Alice Faye          | Nan Spencer          |
| Carmen Miranda      | Rosita Rivas         |
| John Payne          | Jay Williams         |
| Cesar Romero        | Monte Blanca         |
| Cobina Wright       | Terry McCracken      |
| George Barbier      | Sr. Walter McCracken |
| Sheldon Leonard     | Boris                |
| Leonid Kinskey      | Rafael               |
| Billy Gilbert       | Arbolado             |
| Hal K. Dawson       | Sr. Marks            |
| William B. Davidson | Cap. Moss            |
| Chris-Pin Martin    | Conductor de Vagón   |

- Alice Faye
- Carmen Miranda
- John Payne
- Cesar Romero

## Números musicales
| Título                           | Intérprete                                            |
| -------------------------------- | ----------------------------------------------------- |
| "A Week-End in Havana"           | Carmen Miranda                                        |
| "Rebola a Bola (Embolada)"       | Carmen Miranda                                        |
| "When I Love, I Love"            | Carmen Miranda                                        |
| "Tropical Magic"                 | Alice Faye, John Payne                                |
| "Romance and Rhumba"             | Alice Faye e Cesar Romero                             |
| "The Man with the Lollypop Song" | Proveedor lollypop Nacho Galindo fuera del "Arbolado" |
| "The Nango (Nyango)"             | Carmen Miranda                                        |

## Lanzamiento
La película fue lanzada en estreno en Denver, Colorado, el 8 de octubre de 1941, el 17 de octubre fue lanzado a nivel nacional en los cines estadounidenses. En Brasil, debutó en 5 de noviembre de 1942.